# Костянтин Зоркін

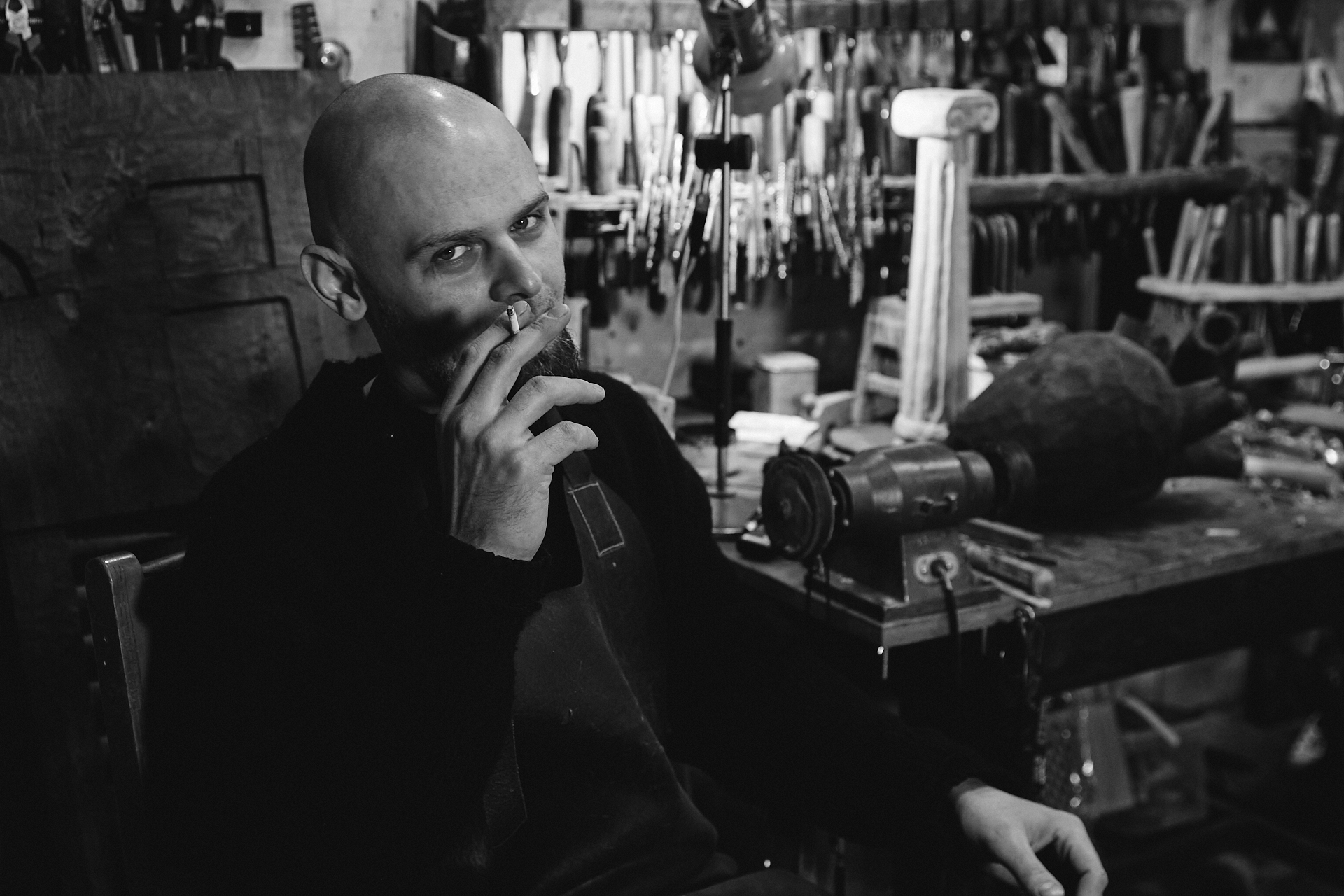
Костянтин Зоркін в студії

Костянтин Зоркін (нар. 29 липня 1985, Харків, УРСР) — український художник, культуролог, викладач.

### Біографія
Костянтин Зоркін народився 1985 року у Харкові. Закінчив Харківську державну академію культури за спеціальністю Культурологія. З 2008 року працював у Харківський художній школі імені Репіна. З 2017 по 2022 р. викладав авторські курси з теорії і практики візуального мистецтва у Харківській академії дизайну та мистецтв та у Харківській школі архітектури.
З 2022 року співпрацює з головною режисеркою Харківського театру ляльок Оксаною Дмітрієвою.
Лауреат Всеукраїнської театральної Фестиваль-Премії_ГРА у 2024 році «За найкращу сценографію».

### Мистецька діяльність
Костянтин Зоркін працює у галузі перформансу, інсталяції, театру ляльок, графіки, скульптури, ленд-арту.

#### Вибрані авторські мистецькі проєкти
- «The Hill» (спільно із Сандро Гарібашвілі, 2021, Stedley Art Foundation, Київ та галерея «Дзиґа», Львів) відео, інсталяція, текстильні панно, об'єкти
- «Захисний шар (Protective layer)» (2022—2025, Каунас (Литва), Харків, Дніпро, Одеса, Київ, Львів, Оломоуц та Шумперк (Чехія)) інсталяція, об'єкти, відео
- «Lullaby» (2023, Stedley Art Fondation, Київ)
- «Іменем міста» (2024, Харківський літературний музей)

#### Вибрані колективні мистецькі проєкти
- Проект «Музи не мовчать»  куратор Павло Гудімов, Український дім, м. Копенгаген, Данія, лютий 2023 (скульптура, графіка)
- Проект «Особовий склад»  кураторка Наталія Іванова, ЦСМ ЄрміловЦентр, м. Харків, Україна, березень — травень 2023 (об'єкти)
- Проект «Пальне»  Кураторка Марія Варлигіна, Галерея Modulgalerie, Нюрнберг, Німеччина, квітень — червень 2023 (скульптура, об'єкти)
- Проект «Речовий доказ»  Кураторка Марія Варлигіна, галерея Башта/Baszta, м. Краків, Польща, липень-серпень 2023 (скульптура, об'єкти)
- Проект «Załoga» Кураторка Наталія Іванова, Центр сучасного мистецтва «Знаки часу», м. Торунь, Польща, вересень — листопад 2023 (об'єкти)
- Проект «Простори. Межі. Кордони». Куратори: Ігор Абрамович, Олександр Соловйов, Катерина Цигикало. Український дім, м. Київ, вересень — листопад 2023 (скульптури)
- «Львівський тиждень скульптури». Куратор Павло Гудімов. Львівський Палац мистецтв, м. Львів, вересень-жовтень 2023 (скульптури)
- Вулична виставка «Власні назви». липень-жовтень 2023, Харків, Сквер Поезії. Спільно з Харківським літературним музеєм.
- Проект «Внутрішньо переміщений ландшафт». Куратор, автор інсталяції у довкіллі «Три молитви за Харків», м. Харків, Львів, Київ, Суми, листопад-грудень 2023.
- Проєкт «Візантійська ностальгія»  . Кураторка Вікторія Бурлака, Палац Уяздовських, Варшава (Польща), січень — квітень 2024. (текстильна робота, об'єкти)
- Проєкт «Капсула часу» Кураторки Марія Мануйленко та Поліна Кузнецова, галерея «Мрія», Нью-йорк (США), весна 2024
- Вулична виставка «ВЛАСНІ НАЗВИ. VOX POPULI» Книжковий Арсенал та вул. Хрещатик, м. Київ, травень — серпень 2024.
- Проєкт «Мateria-Matter»    Кураторки Тетяна Волошина, Аліса Гришанова, Катерина Лісова, Київ, Український дім. липень-вересень 2024. (текстильні роботи)

#### Театральні роботи
1. Вистава «Вертеп» (режисерка Оксана Дмітрієва (прем'єри у Львові та у Харкові, 2022 (Театральні фестивалі у містах Лодзь (Польща), Дюссельдорф (Німеччина), Шарлевіль-Мез'єр (Франція)
2. Вистава «Жираф Монс» (режисерка Оксана Дмітрієва) прем'єра — травень 2023 року. Премія «За найкращу дитячу виставу» та «За найкращу сценографію» на Всеукраїнському театральному фестивалі-премії GRA у 2024 році.
3. Вистава «Медея» (режисерка Оксана Дмітрієва, Івано-Франківський драмтеатр ім. І.Франка)